# 真堂樹
真堂 樹（しんどう たつき、1月3日 - ）は、日本の小説家、ライトノベル作家。血液型はO型。
東京都内の女子大学文学部（大学名非公開）を卒業後、図書館司書として働く傍ら、1994年に『春王冥府』で第24回コバルト・ノベル大賞を受賞。
1995年6月に、『龍は微睡む』で文庫デビュー。主にコバルト文庫にて作品を発表している。
それ以降、活動場所はコバルト文庫を拠点に精力的に執筆活動にいそしんでいる。

## 作品リスト

### 四龍島シリーズ
中国風の文化を持ち、「龍」と呼ばれる4人の領主が治める架空の島「四龍島」が舞台である。
白龍市の領主であるマクシミリアンと、色街の用心棒を束ねる飛。二人の愛憎劇ともいえる絆を描いたアクション・ロマン。挿絵は浅見侑。
| シリーズ本編 1. 龍は微睡む (1995.6) 2. 龍は花を喰らう (1995.10) 3. 龍は誘う (1996.2) 4. 龍は雲にひそむ (1996.4) 5. 龍は炎帝を追う (1996.7) 6. 龍は縛める (1996.11) 7. 龍は酔い痴れる (1997.2) 8. 龍は戯れる (1997.4) 9. 龍は波濤を呼ぶ (1997.6) 10. 龍は嵐に遊ぶ (1997.7) 11. 龍は群青を呑む (1997.7) 12. 龍は飢える (1997.12) 13. 龍は飛雨に惑う (1998.3) 14. 龍は夜を抱く (1998.7) 15. 龍は乱れる (1998.11) 16. 龍は濡れ濡つ (1998.12) 17. 龍は落陽を咬む (1999.3) 18. 龍は闇に堕つ (1999.6) 19. 龍は彷徨う (1999.11) 20. 龍は希う (1999.12) 21. 龍は暁を求む (2000.6) 22. 龍は麾く (2000.7) 23. 龍は荒だつ (2000.12) 24. 龍は恋い恋う (2001.3) 25. 龍は薫風に翔る (2001.4) | 番外編 1. 龍を春天に放つ (1997.9) 2. 花街恋夜 (1999.7) 3. 花姫純情 (2002.7) 4. 花影彼方 (2003.9) 5. 花片戯曲 (2004.9) 6. 花龍神話 (2005.9) 7. 花鬼幻燈 (2006.11) 8. 白き花咲く龍の島 (2007.11) ドラマCD - イメージアルバム 四龍島シリーズ 「龍は微睡む」 |

### スラムフィッシュシリーズ
荒廃した旧市街を舞台に稼ぎ屋の那智、甲斐、紅蓮公主、リー・リンの四人の男たちの思惑が交錯し、深みにはまりながらも幸せになれる先を目指していくデッドエンド・ストーリー。
全5巻、挿絵：二宮悦巳
1. スラムフィッシュ (1997.11)
2. サディスティック アクア (1998.4)
3. チリビーンズ ピーコック (1999.4)
4. チェリージャム ジャンク (2001.7)
5. パラダイス フィッシュ (2003.1)

### SO REALシリーズ
交通事故から始まった共犯関係の曽根崎桜と不破夏之。お互いに欠落を抱える二人。双子の弟を死なせたことで、“音”を失った桜、ストレートでアグレッシブな夏之はそんな桜の“音”に惹かれてしまった。
スピード感に溢れる物語と繊細な心理描写によって描かれたビートロック・ストーリー。
全４巻、挿絵：日下孝秋
1. SO REAL (2000.4)
2. SO CLEAR (2001.12)
3. SO DEEP (2002.1)
4. SO HIGH (2002.5)

### レマイユの吸血鬼シリーズ
花の都フォレで第二王子のジェラールと、吸血鬼退治の王命を受けたとされる“薔薇騎士”の一族の末裔、妖しいほどの美貌の青年、レマイユ伯イブ・アントアーヌのやりとりが輝く、フランス風吸血鬼ファンタジー。
全6巻、挿絵：木々
1. 薔薇の接吻 (2003.3)
2. 堕天使の柩 (2003.6)
3. 鈍色の離宮 (2004.3)
4. 花園の媚薬 (2004.10)
5. 黒騎士の嫁 (2005.2)
6. 永久の戴冠 (2005.4)

### 青桃院学園風紀録シリーズ
喧嘩仲間の篁朱雀を追いかけて山奥にある私立青桃院学園に編入した如月剣。そんな２人は両家の子息が固い絆を結び合う、アヤシイ全寮制男子校でヘンタイ美形上級生・伊集院躑躅や躑躅を忌み嫌う御霊寺密たちと美少年入り乱れのスラップスティック男子校コメディ。
挿絵：松本テマリ
1. キケンじゃないだろ! (2001.6)
2. スリルがあるだろ! (2001.7)
3. フツウじゃないだろ! (2001.9)
4. オモチャがすきだろ! (2001.11)
5. ヒミツがあるだろ! (2002.3)
6. キメてもいいだろ! (2002.10)
7. ボウケンするだろ! (2002.12)
8. フジュンじゃないだろ! (2003.7)
9. カゲキになるだろ! (2003.11)
10. ホンキでいくだろ! (2004.4)
11. トリコにするだろ! (2004.7)
12. ミダレりゃいいだろ! (2004.11)
13. オトナになるだろ! (2005.7)
14. シュヤクになるだろ! (2005.12)
15. ケッコンするだろ! (2006.6)

### 姫なのに王子シリーズ
森と湖に囲まれた美しい国アマリリスの王女プリシラは、行方不明の父王のかわりに政権を握っている大臣の娘リリアンヌに肩身の狭い思いをしている十四歳の愛らしい少女。プリシラの護衛隊長でリリアンヌの兄である幼なじみのクールなシリウスとの仲が気になる冒険ファンタジー。プリシラにはある香りを嗅ぐと金髪の髪の男の子に変身してしまうという秘密を持っている。
真堂樹初の女の子が主人公の物語。
挿絵：水谷悠珠
1. 〜花冠はダレのものっ!? の巻〜 (2007.6)
2. 〜いばらの向こうは運命の扉? の巻〜 (2007.8)
3. 〜ドラゴンの森へ! の巻〜 (2008.2)

### 魔術シリーズ
清らかな騎士のあるアルヴィン・ローズ・ヴァレンタインは魔都で魔男クリストフェルと運命の出逢いを果たす。清らかさとはほど遠い、やる気のないブルーロータス騎士団の団長となり大魔術師を阻止したり敵と戦っていくストーリー。
軽口の言い合いが輝く物語。
挿絵：緒田涼歌
1. 魔術は甘く美しく (2005.11)
2. 魔術は熱く秘めやかに (2006.3)
3. 魔術は夜ごと蘇る (2006.4)
4. 魔術は知らず忍び寄る (2006.9)
5. 魔術は君を染め上げる (2007.2)
6. 魔術が貴方を抱き締める (2007.4)

### その他
- 春王冥府（1996年12月 挿絵：潮見知佳）
- 堕天のアリア 〜悪魔の囁き・天使の罠〜（2008年4月 挿絵：旭炬）
- 小説図書館の主 塔の下のライブラリアン（2014.5 原作・挿絵：篠原ウミハル）

神々シリーズ（挿絵：麻々原絵里依）
- 神々の、麗しき額。 (1999.7)
- 神々の、悪戯な指。 (2000.10)

猫人夜警隊シリーズ(挿絵：サマミヤアカザ）
- 猫人夜警隊～Der　Nachtwachter～(コバルト文庫・真堂 樹 著）（2010/01/29)
- 猫人夜警隊 夜がもうすぐ終わるなら／真堂樹　コバルト文庫(2010/06/01)